# Frenzelhof

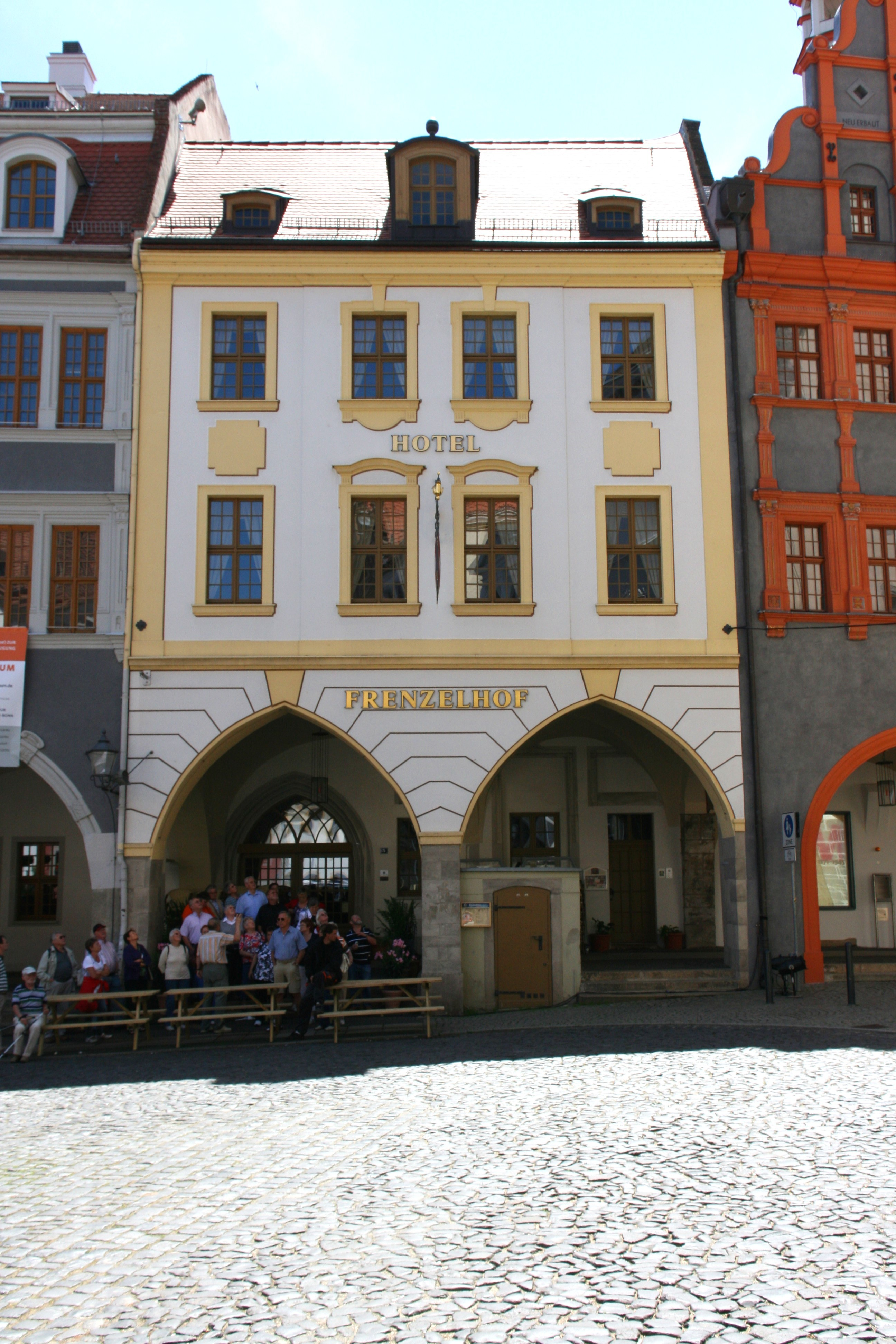
Frenzelhof

Das Hallenhaus Untermarkt 5 ist ein geschütztes Kulturdenkmal, das sich gegenüber dem Rathaus auf dem Untermarkt in Görlitz befindet. Erbaut im 15. Jahrhundert ist der Frenzelhof eines der ältesten Hallenhäuser in Görlitz. Für die Bauphase um 1500 gibt es eine Reihe von historischen Bezügen, die sich mit dem Namen Hans Frenzel verbinden.
Johann Wolfgang von Goethe weilte einst in der Stadt und war von den Häusern der Tuchhändler derart fasziniert, dass er sie die „Kaufmannsburgen von Görlitz“ nannte. Gelegen an der großen europäischen Handelsstraße „Via Regia“ zählte dieses Hallenhaus zu seiner Zeit zu einem der wichtigsten Handelshöfe. Heute bietet es als „Hotel Frenzelhof“ seinen Gästen Einblick in die Geschichte des mittelalterlichen Görlitz.

## Geschichte
Der früheste überlieferte Name des Brauhofs lautete Tempel, weil das Grundstück einst den Templern gehört haben soll. Am Giebel befanden sich zudem mindestens zu Frenzels Zeiten drei Statuen am Giebel: der heilige Georg „mit dem Lindwurm“, Maria mit dem Kinde und Johannes der Täufer. Im Jahr 1833 fanden die Statuen beim Abbruch des Giebels durch den Kaufmann Großmann neue Aufenthaltsorte.
In der Liste der nachweisbaren Eigentümer des Grundstückes Untermarkt 5 finden sich 6 Einträge. Bereits der für das Jahr 1400 registrierte Vincent Heller gehörte, wie auch seine Familie, zu den einflussreichen Patriziern der Stadt. Er und seine Familie verfügten in und um Görlitz über umfangreiches Eigentum. Entsprechend dokumentiert das Archiv der Stadt eine Reihe von Informationen, die deren Bedeutung unterstreicht. Vinzenz Heller selbst arbeitet u. a. im Auftrag des Rates und wird in seiner Tätigkeit als Schöppe erwähnt. Ihm folgen eine Reihe von Kaufleuten wie Nicolaus Marienam, Johannes Marienam, Hans Bottener und Caspar Tilike, die alle auch als Ratsherren oder gar Bürgermeister in Erscheinung treten. Angesichts des Status der Eigentümer in der Stadt, der Funktion als Brauhof, der zentralen Lage des Grundstückes und der schon frühen Erwähnung von Lauben an dieser Stelle ist sicher von vergleichsweise umfangreicher Bebauung an dieser Stelle auszugehen.
Mit sehr großer Wahrscheinlichkeit bestand die Bebauung des untermarktseitigen, also nördlichen Teiles des Hauses zu dieser Zeit noch aus Fachwerk. Da es keinerlei nachvollziehbare Beschreibung aus dieser Zeit gibt, ist die Höhe dieses Teiles des Hauses nur zu vermuten.
Für die Bauphase um 1500 gibt es eine Reihe von historischen Bezügen, die sich mit dem Namen Hans Frenzel verbinden. Nach seiner Ausbildung in Görlitz und Posen arbeitete er 10 Jahre bei seinem Oheim Peter Frenzel als Handelsdiener. 1493 heiratete er die Tochter des Kaufmanns Caspar Tilicke und baute in der Folge einen eigenen Handel auf. Nach dem Tod seines Schwiegervaters 1499 übernahm er das Haus Untermarkt 5 in einem nach Jecht baufälligen Zustand und baute es mit dem Kostenaufwand von 1100 ungarischen Gulden neu auf. Da das Haus vom Stadtbrand 1525 im Wesentlichen verschont wurde, haben sich viele bauliche Veränderungen aus dieser Zeit erhalten. Die Fassadenzeichnung aus dem Jahr 1790 dokumentiert noch den gotischen Zustand der Fassade im Vergleich zu den im 16. Jahrhundert veränderten Nachbargebäuden.
Frenzel findet bei der Übernahme des Gebäudes 1499 ein zweigeschossiges, giebelständiges Vorderhaus als Wohnbereich vor. Seinen Veränderungen unmittelbar nach der Übernahme wäre die steinerne Fassade, eine anteilig massivere Gestaltung im Inneren und ein ggf. neugestaltetes Dachgeschoss zuzuordnen. Wenn auch die grundsätzliche Giebelform des Vorgängerbaus übernommen wird, ist eine Vergrößerung der Kubatur nicht auszuschließen.
Auch das Spitzbogenportal, inkl. seinen hervorgehobenen Basen jeder Stäbung, als Hauptzugang zum Gebäude aus Richtung Untermarkt lässt sich dieser Veränderungszeit zuordnen.
Eine zweite Bauphase soll im Wesentlichen mit der Bemalung des Gewölberaumes 209 („Schatzkammer“) terminiert werden. Nahezu einheitlich gehen alle Untersuchungen von einer Ausmalung um 1512–15 aus. Inga Arnold geht in ihrer Diplomarbeit auf der Grundlage ihrer Überlegungen zu Raumzusammenhängen, der stilistischen Einordnung des Vorhangbogenfensters und der in diesem Zeitraum in Görlitz aktiven und für Frenzel arbeitenden Baumeistern von dem Jahr 1512 als Entstehungszeit der Bemalung aus. Lemper geht in seiner Topographie der Stadt Görlitz von 1515 aus. Birgit Kühn erwähnt die Bemalungen als 1510 entstanden. Uricher wiederholt in seinen „Görlitzer Hallenhäusern“ die Arnoldsche Datierung 1512–15.
Entsprechend der Literatur zur Bemalung der „Schatzkammer“ schließt sich die Datierung der der Fertigstellung der Annenkapelle (1508–12) an.
Der Bauzustand des Gebäudes Untermarkt 5 ließ in der zweiten Hälfte des 18. Jahrhunderts deutlich zu wünschen übrig. Es gab in all den Jahren nach der Mitte des 16. Jahrhunderts wenige bauliche Veränderungen im Sinne der baulichen Entwicklung wie auch der Erhaltung des Hauses. Neben der Baubeschreibung aus dem Jahr 1760 gibt es in der Magistratsakte zu diesem Grundstück kurz zuvor noch einen längeren Schriftverkehr zu teilweise eingestürzten Hinterhausbereichen. Der schlechte Bauzustand betraf also nicht nur den vorderen Teil des Hauses, sondern das gesamte Grundstück.
Die für das Haus grundlegenden Veränderungen, wie der Abbruch des Giebels, der Wechsel von der Giebel- zur Traufständigkeit, die Wölbungen der Lauben und des Erdgeschosses sind auf die erste Hälfte des 19. Jahrhunderts zu datieren. Sie liegen zwischen 1813 und 1835. Folgt man dem leider nicht nachweisbaren Hinweis auf den Abbruch des Giebels im Jahr 1833, dann also erst am Ende dieses Zeitraumes. Fassade, Dach und Gewölbe sind dadurch nicht mehr dem Barock zuzuordnen, sondern folgen lediglich barocken Gestaltungsprinzipien, mit dem Ziel der räumlichen Erweiterung.
Die Bemühungen zum Erhalt und um eine sinnvolle Nutzung des Hauses Untermarkt 5 (und des Nachbarhauses Untermarkt 4) dokumentiert ein Anhang zu einem Entwurf einer Ratsvorlage aus dem Jahr 1968. Er zeigt das Bemühen um den Erhalt der Häuser Untermarkt 4 und 5, aber auch die Widerstände. Nach und nach beginnen die Sanierungsarbeiten. 1972 sind zumindest Fassade und Dach fertiggestellt und damit die Gebäude gesichert. Erst 1974 wird in beiden Gebäuden die Gaststätte „Goldener Baum“ eröffnet und damit die Sanierungen dieser Zeit im Wesentlichen abgeschlossen.
Im November 1991 endet die Nutzung des Gebäudes als Gaststätte. Parallel dazu wurde 1990–1992 die heute erlebbare Sanierung der Bemalungen, finanziert durch die Deutsche Stiftung Denkmalschutz durchgeführt.
Erst mit dem aktuellen Eigentümer begann die eigentliche Sanierung ab 1998 und es entstand das heute im Haus befindliche Hotel.